# بخش هانتینگتون (شهرستان راس، اوهایو)
بخش هانتینگتون (به انگلیسی: Huntington Township) یک منطقهٔ مسکونی در ایالات متحده آمریکا است که در شهرستان روس، اوهایو واقع شده‌است.
 بخش هانتینگتون ۱۵۴٫۳ کیلومتر مربع مساحت و ۶٬۰۱۸ نفر جمعیت دارد و ۲۹۱ متر بالاتر از سطح دریا واقع شده‌است.